# رنج‌های عشق
رنج‌های عشق (به انگلیسی: Those Love Pangs) یا (The Rival Mashers) فیلمی کوتاه و صامت، به نویسندگی و کارگردانی و بازی چارلی چاپلین و تولید سال ۱۹۱۴ می‌باشد.

## بازیگران
- چارلی چاپلین - مزاحم
- چستر کانکلین - رقیب
- سیسیل آرنولد - دختر بلوند
- ویویان ادواردز - دختر سبزه
- هلن کرادرز - خانم لندی
- فرد فیشبک
- ویویَن اِدواردز